# Rondes Volants
Les Rondes Volants foren una organització paramilitar lliberal, creada el 1874, per emprendre accions de contraguerrilla per tal de liquidar les petites partides carlines, en el marc de la Tercera Guerra Carlina al front de Catalunya. Les Rondes s'organitzaven en unitats de 50 components, i 8 rondes constituïen un terç. A diferència del Batallons Francs, provinents del Cossos Francs; els rondes estaven formats per antics membres dels batallons de Voluntaris de la República